# Edeis
 (août 2025).
Edeis est un groupe leader dans l’ingénierie, la gestion d’infrastructures complexes, les services de construction et services techniques.
Edeis est né du partenariat entre la société Impact Holding de Jean-Luc Schnoebelen, homme d'affaires ayant fait fortune dans la revente de Ginger Groupe, et le fonds d'investissement Ciclad. Cette société est créée pour reprendre les actifs de SNC-Lavalin en France.
En décembre 2016, Edeis reprend les activités d'ingénierie et d'opérations/maintenance à SNC-Lavalin. 

## Nouvelle gouvernance Edeis
En 2023, le fonds d’investissement Trévise Participations est entré au capital d’Edeis, marquant une nouvelle étape dans le développement du groupe. En janvier 2025, une réorganisation de la gouvernance a été annoncée, conduisant au départ du fondateur Jean-Luc Schnoebelen et à l’instauration de la nouvelle présidence bicéphale.
La nouvelle direction repose sur deux présidents :
- Albert Selosse, président d’Edeis Ingénierie, supervise les activités d’ingénierie, incluant l’IRES (L’Institut de Recherche et d’Expertise Scientifique) et Corinthe. Fort de 25 ans d’expérience au sein du groupe, il a dirigé des projets d’envergure tels que le CHU de Nantes et la Gigafactory de Dunkerque.
- Martin Meyrier, président d’Edeis Concessions, supervise les activités aéroportuaires, portuaires et culturelles de l’entreprise. Il est notamment en charge de sites emblématiques tels que les Arènes de Nîmes, le Théâtre antique d’Orange et la Cité de la Mer à Cherbourg, ainsi que de plusieurs aéroports, dont ceux d'Angers, de Mayotte et de Calais. Juriste de formation, il a rejoint Edeis en 2023 et a contribué à l’expansion du groupe avec de nouvelles délégations de service public.

Trévise Participations est un fonds d’investissement misant sur des entreprises matures et solides, telles que GSF, Videlio, GL Events et, plus récemment, le Groupe Alain Ducasse. Son engagement s’inscrit dans une vision durable, avec un fort soutien aux initiatives médico-sociales, dont le futur Institut du Coeur Jean-Louis Noisiez (ICN), prévu pour 2026.
Avec cette nouvelle gouvernance, Edeis poursuit son développement et renforce son ancrage territorial, affirmant son ambition d’excellence dans la gestion d’infrastructures stratégiques en France.

## Activités du groupe
Ingénierie :
Implanté sur l’ensemble du territoire français avec 18 agences et 450 ingénieurs, Edeis ingénierie accompagne les territoires et leurs acteurs dans la conception, la construction et la réhabilitation de leurs ouvrages.
Qu’il s’agisse de donneurs d’ordre publics, d’investisseurs privés, de startuppers ou de grands groupes, Edeis s’engage aux côtés de ses clients pour répondre à leurs ambitions avec expertise et innovation.
Pour relever les défis énergétiques et environnementaux, Edeis s’appuie sur son service environnement Green Build’ing et sur sa filiale Adeena, experte en Certificats d’Économies d’Énergie (CEE). Ensemble, ils permettent aux clients de réduire leur impact écologique tout en réalisant des économies d’énergie concrètes.
Grâce à des compétences diversifiées en génie climatique, thermique, électrique et fluides, Edeis conçoit des bâtiments durables, à haute performance énergétique et environnementale, en visant une réduction significative de l’empreinte carbone.
Acteur majeur dans l’ingénierie de conseil et la maîtrise d’œuvre, Edeis intervient dans des secteurs clés tels que l’industrie, l’agroalimentaire, la santé, l’immobilier privé et les équipements publics, contribuant à bâtir des solutions pérennes et innovantes pour demain.
Aéroports : Edeis gère à la fois des aéroports à trafic commercial et des aéroports de proximité dédiés à l'aviation générale et privée, qu’il s’agisse d’affaires ou de loisirs. Grâce à son expertise, l'entreprise contribue à renforcer la connectivité et à dynamiser les territoires tout en favorisant une mobilité plus accessible et durable. Aujourd’hui, Edeis est à la gestion de 19 aéroports : 
- Aix les Milles (Du 1er janvier 2018 jusqu’en 2062)
- Angers (Du 1er janvier 2019 jusqu’en 2026)
- Auxerre (Du 1er janvier 2023 jusqu’en 2031)
- Bourges (Du 1er janvier 2017 jusqu’en 2029)
- Calais (Du 1er janvier 2024 jusqu’en 2034)
- Chalon sur Saône (Du 1er août 2016 jusqu’en 2033)
- Cherbourg (Du 1er octobre 2015 et renouvelé en décembre 2021 jusqu’en 2027)
- Dijon Bourgogne (Du 1er janvier 2016 jusqu’en 2027)
- Dole (Du 1er janvier 2020 jusqu’en 2027)
- Lorient (Du 1er janvier 2022 jusqu’en 2026)
- Mayotte Dzaoudzi (Du 1er avril 2011 jusqu’en 2026)
- Nîmes (Du 1er janvier 2013 et renouvelé en janvier 2022 jusqu’en 2028)
- Saint Martin Grand Case (Du 1er avril 2011 jusqu’en 2036)
- Reims (De 2012 et renouvelé en janvier 2020 jusqu’en 2024)
- Troyes (Du 1er avril 2011 jusqu’en 2036)
- Toulouse Francazal (Du 1er janvier 2011 jusqu’en 2059)
- Tours (Du 1er juillet 2010 et renouvelé en janvier 2024 jusqu’en 2035)
- Le Mans (Du 1er janvier 2025 jusqu’en décembre 2039)
- Périgueux (Du 1er avril 2025 jusqu’en 2030)

En 2024, les aéroports gérés par Edeis ont enregistré : 
- 245 372 mouvements aériens
- 1 207 310 passagers transportés

Ports :
Edeis élargit également son expertise, dans le secteur portuaire, s'engageant à transformer les ports en lieux de vie pleinement connectés aux territoires. Edeis soutient les collectivités dans la modernisation de leurs infrastructures portuaires à travers des missions d’ingénierie et des délégations de services publics. En tant que partenaire stratégique, le groupe aide à relever les défis majeurs grâce à des solutions expertes et durables, adaptées aux enjeux locaux.
Edeis est ainsi gestionnaire de 4 ports dont 1 zone de mouillage et d’équipements légers (ZMEL) : 
- Port de Calais (Du 1er janvier 2021 jusqu’en 2025)
- Port de Saint Malo et Cancale (Du 1er janvier 2020 jusqu’en 2029)
- Port de Valence - Epervière (Du 1er mai 2024 jusqu’en 2041)
- ZMEL de Pampelonne

Culture :
Depuis 2020, Edeis est un acteur majeur de la culture, obtenant la gestion de plusieurs lieux culturels importants du pays : 
- Les monuments romains de Nîmes incluant les Arènes de Nîmes, la Tour Magne et la Maison Carré, depuis le 1er novembre 2019 et renouvelé en novembre 2024 jusqu’en 2032.
- Le Théâtre antique d’Orange depuis le 1er avril 2022 jusqu’en 2031.
- Arc de triomphe d'Orange depuis le 1er avril 2022 jusqu'en 2031.
- Musée d'art et d'histoire d'Orange depuis le 1er avril 2022 jusqu'en 2031.
- Le Funiculaire du Pic du Jer depuis le 19 avril 2019 jusqu’en décembre 2023 avec 9 ans de prolongation en option.
- Le Petit Train de la Mure depuis le 17 juillet 2017  jusqu’en 2047, en Isère.
- La Cité de la Mer depuis le 1er janvier 2024 jusqu’en 2030, à Cherbourg
- L'Arena du Pays d’Aix depuis le 1er juillet 2025 jusqu’en 2032 à Aix en Provence.